# Feel Fine!
Feel Fine! è un singolo della cantante giapponese Mai Kuraki, pubblicato nel 2002 ed estratto dall'album Fairy Tale.

## Tracce
- CD

1. Feel Fine!
2. Rescue Me
3. Mai-K Dub Edition: K.F.A.Discotheque Master Mix
4. Feel Fine!: Instrumental